# Ashima
Pour plus de détails, voir Fiche technique et Distribution.
Ashima (chinois simplifié : 阿诗玛 ; pinyin : ā shī mǎ), est un film romantique musical chinois réalisé par Liu Qiong (zh), tourné en 1964 et sorti en 1972. 
Il s'agit d'une adaptation d'un poème éponyme (zh) traditionnel du peuple Sani de l'ethnie Yi.
Il n'est pas sorti directement après l'achèvement du film en 1964, car il est qualifié par la Bande des Quatre de « grande herbe vénéneuse » et de « film réactionnaire » qui « promeut la suprématie de l'amour » sur la « mobilisation de classe », et il devient l'un des principaux films à être critiqué dans tout le pays. Pendant la révolution culturelle, les principaux auteurs du film sont persécutés et le film est bloqué. Après la mise à l'écart de la Bande des quatre en 1976, le film n'a été présenté au public qu'en 1979 ; le film est tourné dans le Karst de Shilin, le lac Chang (zh), les monts Guishan (zh) et d'autres paysages naturels, ce qui a non seulement accru la réputation et la popularité du poème Ashima, mais a également joué un rôle positif dans la promotion du Yunnan et l'amélioration de sa visibilité dans le monde.

## Synopsis
Le film commence par l'appel de Ahei dans la forêt de pierres, puis Ahei et Ashima se rencontrent et tombent amoureux l'un de l'autre lors de la fête des flambeaux (zh). Lorsque la demande en mariage d'Ahei est rejeté, la famille du riche Rebubala organise l'enlèvement d'Ashima pour la marier de force au fils de la famille. Avant de se faire enlever, Ashima se languit d'Ahei et cueille une fleur de camélia qu'elle jette dans le ruisseau. Inexplicablement, le ruisseau se met alors à s'écouler dans le sens inverse de son cours habituel et amène la fleur de camélia jusqu'à la rivière où Ahei garde ses moutons. Lorsque Ahei voit le camélia, il a le sentiment qu'il va arriver quelque chose à Ashima et il remonte à cheval. Lorsqu'il apprend qu'Ashima a été enlevée par la famille Rebubala, il se lance à leur poursuite et se bat avec Ah Zhi (chant et tir à l'arc), ce qui constitue le point culminant du film. Bientôt, la famille Rebubala s'avoue vaincue et que Ahei repart avec Ashima. Mais c'est alors que Rebubala libère de l'eau pour inonder la route en contrebas qu'empruntent Ahei et Ashima. Ahei parvient à s'échapper mais Ashima succombe et se transforme en pierre dans la forêt. À la fin du film, Ahei et les habitants de la ville recherchent Ashima en chantant « Ashima, où es-tu ? » et seul l'écho leur répond.

## Fiche technique
- Titre français : Ashima[4]

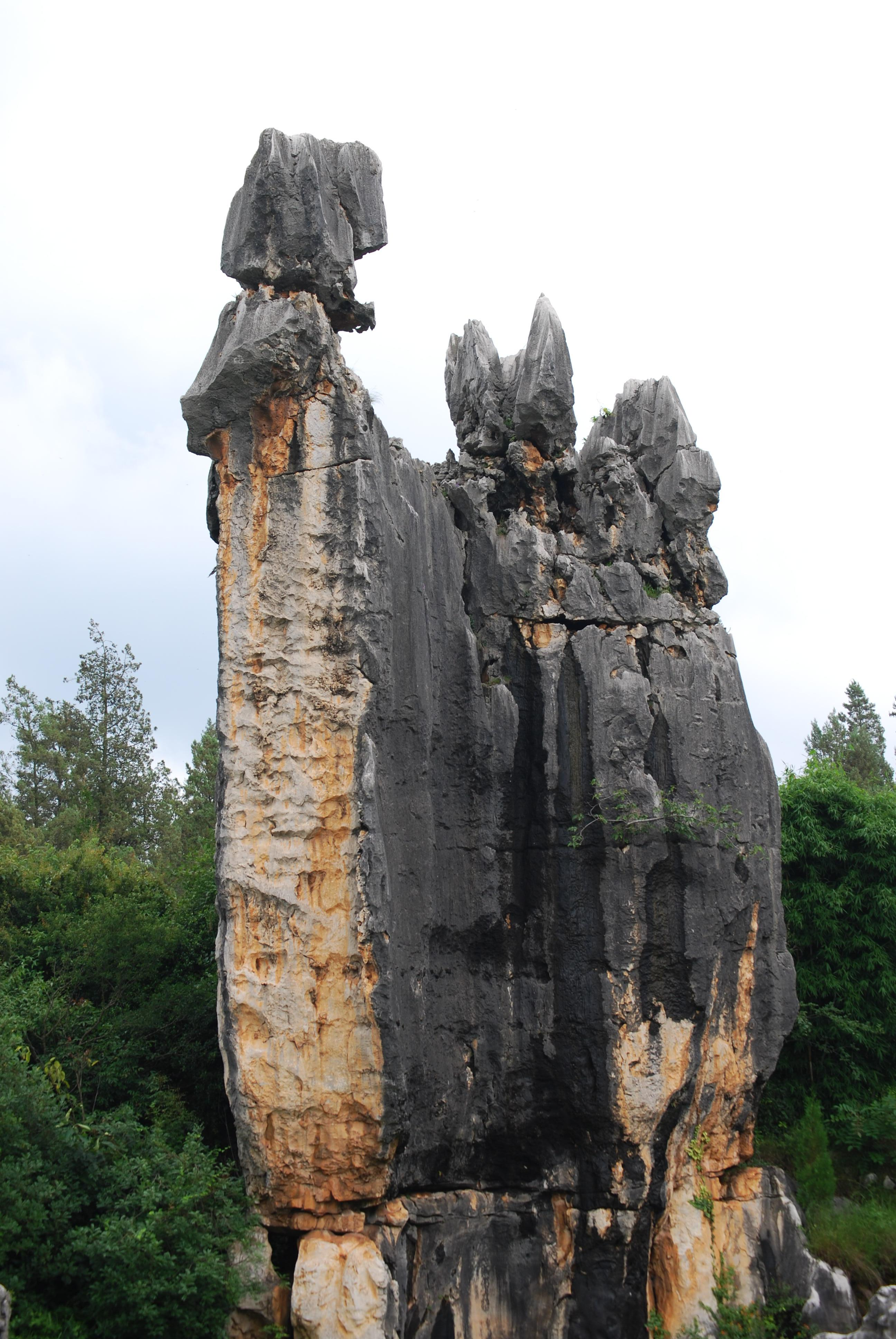
Le rocher dans lequel se serait transformée Ashima dans le Karst de Shilin.

- Titre original chinois : 阿诗玛, ā shī mǎ[5]
- Réalisation : Liu Qiong (zh)
- Scénario : Ge Yan
- Photographie : Xu Qi
- Sociétés de production : Studios de Shanghai
- Pays de production :  Chine
- Langue originale : mandarin
- Format : couleurs
- Genre : film romantique musical
- Durée : 88 minutes
- Dates de sortie : 
  - Chine : 1972[1]

## Distribution
- Yang Likun : Ashima
- Bao Sier : Ahei
- Fei Han : Azhi
- Chaoming Cui : Rebubala
- Qiongying Huang : la mère d'Azhi
- Jie Liu : la mère d'Ashima